# Hertog van Roxburghe

Wapen van de Hertog van Roxburghe

Hertog van Roxburghe (Engels: duke of Roxburghe) is een Schotse adellijke titel. De titel is afgeleid van de stad Roxburgh in de Scottish Borders.
De titel werd gecreëerd in 1707 door Anne van Groot-Brittannië voor John Ker, 5e graaf van Roxburghe samen met de titels markgraaf van Bowmont en Cessford, graaf van Kelso en burggraaf Broxmouth. Het was de laatste titel die werd gecreëerd in de peerage van Schotland.
De hertog heeft de volgende aanvullende titels (jaar van creatie tussen haakjes): markgraaf van Bowmont en Cessford (1707), graaf van Roxburghe (1616), graaf van Kelso (1707), graaf Innes (1837), burggraaf Broxmouth (1707), lord Roxburghe (1600), en lord Ker of Cessford and Cavertoun (1616). De oudste zoon van de hertog draagt de hoffelijkheidstitel markgraaf van Bowmont en Cessford.
Het hertogdom en de bijbehorende titels gaan over op erfgenamen die het graafschap zullen erven, met zeer specifieke regels van overerving. Hierdoor werd de titel na de kinderloze dood van de 4e hertog in 1805 de titel dormant (letterlijk: slapend), omdat niemand van de degenen die aanspraak maakten op de titel kon bewijzen wettelijk erfgenaam te zijn. In 1812 kende het Britse Hogerhuis de claim toe aan James Innes, een afstammeling in vrouwelijke lijn van de 1e graaf van Roxburghe. Hij nam de naam Innes-Ker aan en zijn nakomelingen bezitten heden ten dage nog steeds de titels.

## Hertog van Roxburghe (1707)
- 1707 – 1741: John Ker (1680 – 1741), 5e graaf van Roxburghe en 1e hertog van Roxburghe
- 1741 – 1755: Robert Ker (ca 1709 – 1755), 2e hertog van Roxburghe
- 1755 – 1804: John Ker (1740 – 1804), 3e hertog van Roxburghe
- 1804 – 1805: William Ker (1728 – 1805), 4e hertog van Roxburghe
- 1812 – 1823: James Innes-Ker (1736 – 1823), 5e hertog van Roxburghe
- 1823 – 1879: James Henry Robert Innes-Ker (1816 – 1879), 6e hertog van Roxburghe
- 1879 – 1892: James Henry Robert Innes-Ker (1839 – 1892), 7e hertog van Roxburghe
- 1892 – 1932: Henry John Innes-Ker (1876 – 1932), 8e hertog van Roxburghe
- 1932 – 1974: George Victor Robert John Innes-Ker (1913 – 1974), 9e hertog van Roxburghe
- 1974 – 2019: Guy David Innes-Ker (1954 – 2019), 10e hertog van Roxburghe
- 2019 –         : Charles Innes-Ker (* 1981), 11e hertog van Roxburghe